# Verónica Abad
María Verónica Abad Rojas (Cuenca, 14 novembre 1976) è una politica e imprenditrice ecuadoriana, dal 23 novembre 2023 al 24 maggio 2025 vicepresidente dell'Ecuador sotto la presidenza di Daniel Noboa. Dal dicembre 2023 al novembre 2024 è anche stata ambasciatrice dell'Ecuador in Israele.

## Biografia
Verónica Abad è nata a Cuenca, Ecuador, nel 1976 e proviene da una famiglia di musicisti. Durante l'infanzia ha frequentato corsi di danza e musica, dove ha praticato danza classica, pianoforte e violino. Durante la giovinezza si è dedicata al lavoro nelle organizzazioni sociali. Ha studiato economia aziendale (ma non si sa sia poi laureata) e ha seguito brevi corsi in Cile e Germania.

## Carriera professionale
Aveva un'attività di cucito. Ha lavorato su progetti locali con fondi internazionali per sostenere iniziative soprattutto per i giovani e le donne. Abad è anche fondatrice della Rete delle donne. È entrata nel settore pubblico nel 2022, quando ha iniziato a lavorare nel Segretariato contro la malnutrizione infantile nel governo di Guillermo Lasso.

## Carriera politica
Ha iniziato la sua carriera politica quando ha partecipato alle elezioni sezionali del 2006 come candidata a consigliere provinciale della provincia di Azuay, ma non è stata eletta. Successivamente è stata l'unica donna candidata a sindaco di Cuenca alle elezioni municipali del 2023 con il sostegno del Movimento AMIGO, dove non ha avuto successo, ma si è fatta notare per aver rifiutato i fondi elettorali concessi dall'autorità elettorale.

### Vicepresidente dell'Ecuador

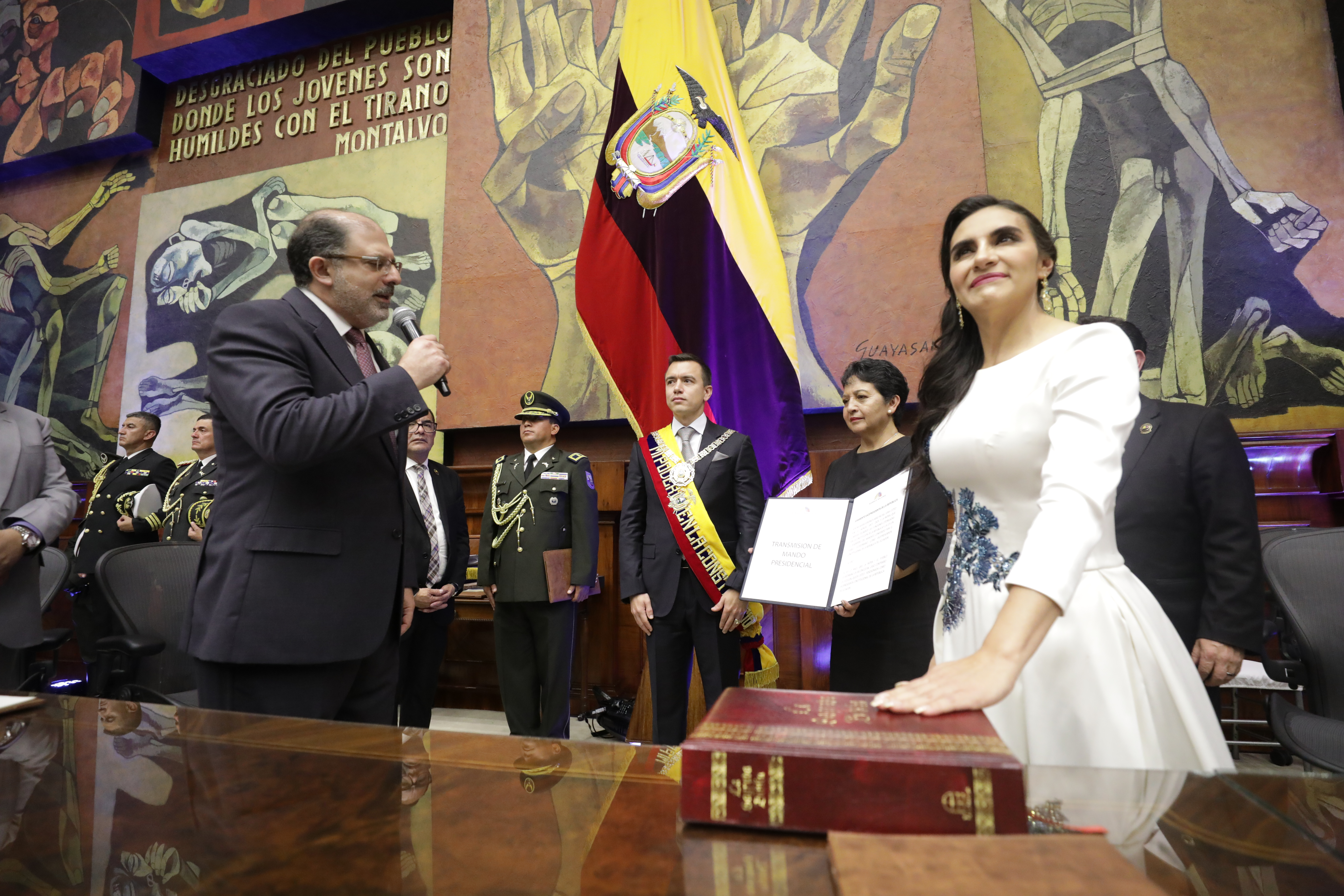
Abad ha prestato giuramento come vicepresidente nel novembre 2023

Si è candidata alla vicepresidenza durante le elezioni generali anticipate del 2023, per la coalizione di Azione Nazionale Democratica, guidata da Daniel Noboa che ha vinto al secondo turno.  È entrata in carica il 23 novembre dello stesso anno.
Una volta vinte le elezioni, la rottura con Noboa è diventata evidente, lei ha pranzato in un mercato a Quito, mentre il presidente e il resto degli ospiti erano a Carondelet.
Il giorno successivo, Noboa le ha assegnato le uniche funzioni di essere "una collaboratrice per la pace e per prevenire l'escalation del conflitto tra Israele e Palestina".  Il 25 novembre, nell'ambito della Giornata internazionale per l'eliminazione della violenza contro le donne, lei ha inviato un messaggio con un attacco al presidente. Il 4 dicembre è stata formalmente nominata dal presidente Noboa ambasciatrice dell'Ecuador in Israele dove è arrivata il 10 dicembre.

## Posizioni politiche
Abad ha talvolta dichiarato di essere di destra e in altre occasioni di essere liberale, tuttavia è associata a cause conservatrici piuttosto che liberali. Le sue dichiarazioni sono solitamente una combinazione ideologicamente indefinita di simpatie per politici di destra, come il protezionista americano Donald Trump, il conservatore brasiliano Jair Bolsonaro e il partito politico nazionalista spagnolo Vox. Ha anche mostrato sostegno al presidente salvadoregno Nayib Bukele.